# Guaraná (Erfrischungsgetränk)

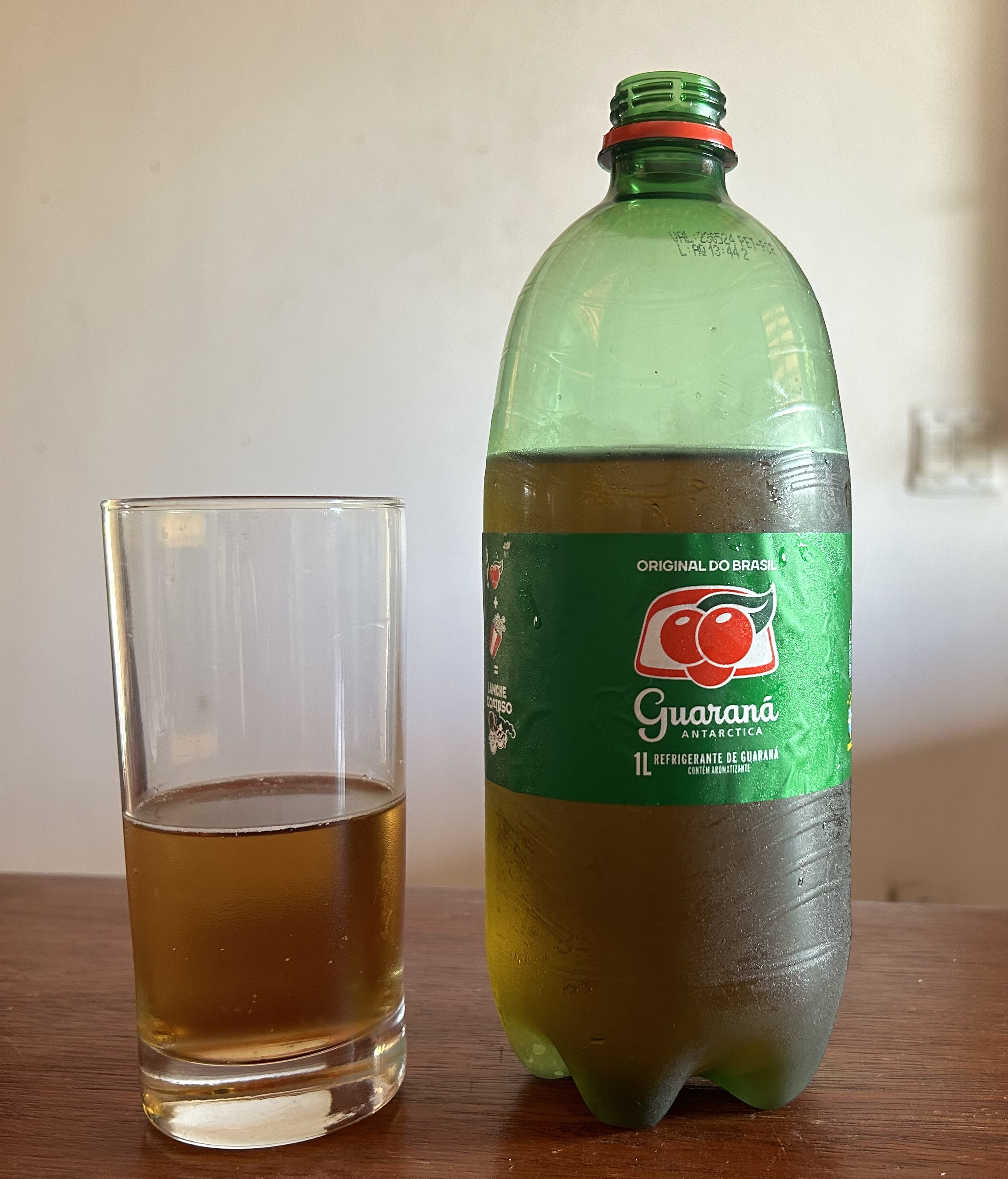
Guaraná Antarctica

Guaraná ist ein Erfrischungsgetränk aus Brasilien und Paraguay, das ursprünglich aus der gleichnamigen Frucht hergestellt wurde. Inzwischen enthalten die Getränke üblicherweise nur noch Spuren von Guaraná, der Geschmack und die typische Farbe wird durch Zusatz von künstlichen oder naturidentischen Aroma- und Farbstoffen erzielt.

## Geschichte
Guaraná wurde von den Indigenen Völker Südamerikas im Amazonasgebiet verwendet, die geschälten und getrockneten Samen wurden zu einem hellbraunen Pulver zermahlen, in Wasser aufgeschwemmt und mit Honig gesüßt getrunken.
Der brasilianische Mediziner Luís Pereira Barreto untersuchte als Erster wissenschaftlich die Wirkungen der Guaraná-Frucht auf den menschlichen Körper und entwickelte 1905 einen Prozess zur Herstellung eines Guaraná-Sirups, der heute zur Herstellung des koffeinhaltigen Erfrischungsgetränks verwendet wird.
Das Guaraná des heutigen Marktführers AmBev Guaraná Antarctica wurde 1921 auf dem brasilianischen Markt eingeführt, Coca-Cola startete mit der Vermarktung von Kuat erst 1998. Der Marktanteil von Guaraná Antarctica lag im Jahr 2000 bei 8,7 %, Coca-Cola mit dem Konkurrenzprodukt Kuat bei 3,2 %.

## Verbreitung
Über ein Viertel aller in Brasilien (dem drittgrößten Softdrink-Markt der Welt) verkauften Erfrischungsgetränke entfällt auf Guaraná Auch in Portugal ist Guaraná verbreitet. und seit einigen Jahren auch in deutschen Supermärkten erhältlich.

## Marken
- Guaranade (Guaranade e.K.)
- Dolly (Dolly)
- Guaraná Antarctica (AmBev)
- Guaraná Jesus (The Coca-Cola Company)
- Guaraná Pureza (Bebidas Leonardo Sell)
- Guaraná Vencetex (Vencetex)
- Kuat (The Coca-Cola Company)
- Fanta (The Coca-Cola Company)
- Kicos (Roisdorfer Mineralquellen GmbH & Co. KG)
- Lambada (Monolith GmbH)